# Antonio Gómez Millán
Antonio Gómez Millán (Sevilla, 1 de enero de 1883-ibídem, 23 de abril de 1956), fue un arquitecto español que destacó en la arquitectura sevillana de la primera mitad el siglo XX, acercándose al modernismo y alejándose más del historicismo propio de arquitectos como Aníbal González.

## Biografía
Nació el 1 de enero de 1883 en la calle San Pablo de Sevilla. Hijo del también arquitecto José Gómez Otero, fue el cuarto de un total de trece hermanos, tres de ellos, José, Antonio y Aurelio, con igual profesión que su padre. Además, su hermana Ana María contrajo matrimonio con el también arquitecto sevillano Aníbal González.
Estudió en la Universidad de Sevilla, pasando a la Escuela de Arquitectura de Madrid en 1901 hasta 1907. Allí reforzó su amistad con José Espiau y Muñoz, compañero de profesión, y obtuvo el título profesional en 1908.

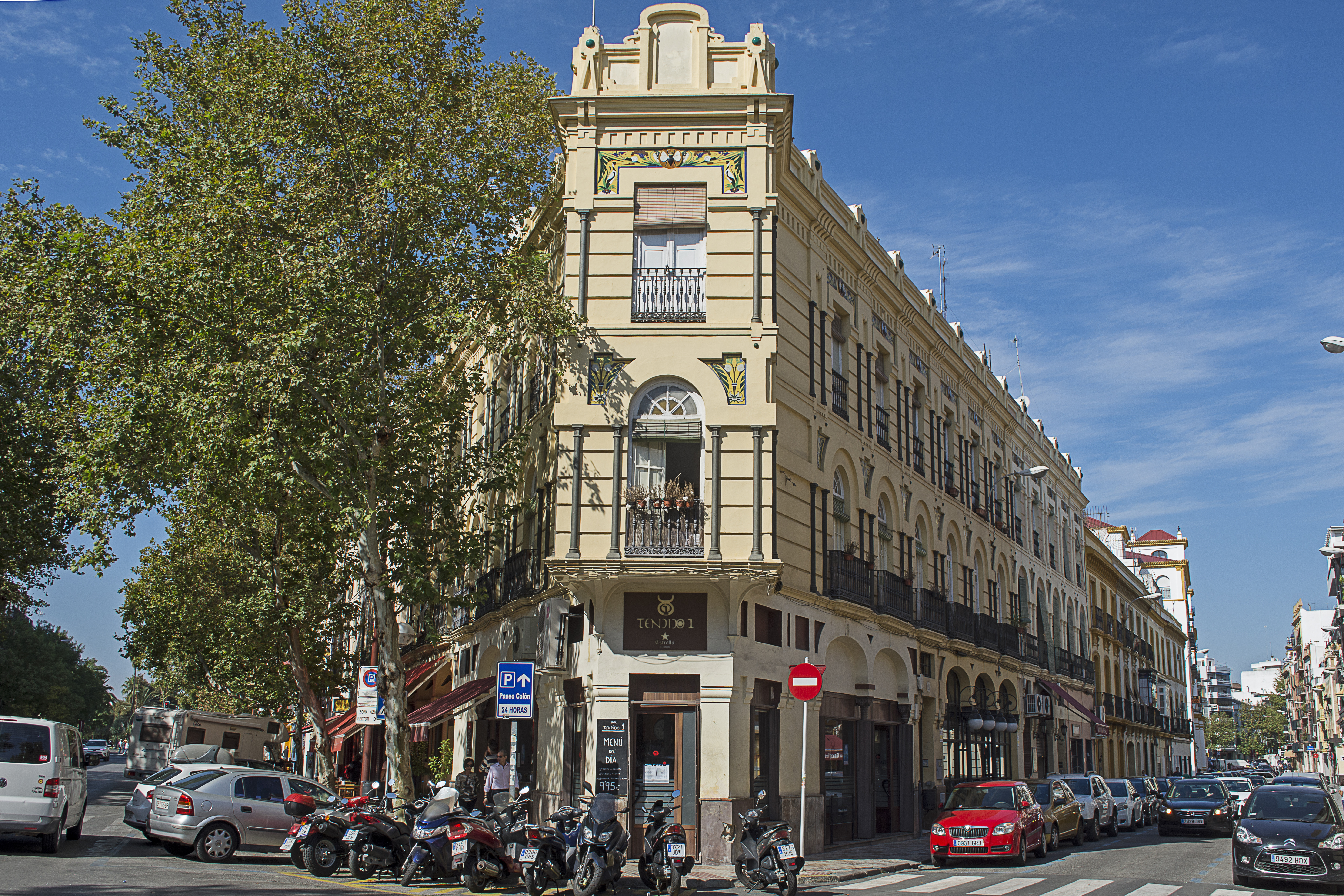
Casa de las Moscas (1912)

De vuelta a su ciudad, sus primeros trabajos le llegaron pronto gracias al prestigio de su padre y al poco número de profesionales residentes en Sevilla. En 1912 ingresa en la Diputación Provincial hasta los años treinta, realizando allí una de sus obras más importantes, la Casa de Niños Expósitos en la Huerta de San Jorge.
A partir de entonces ejerció la profesión de forma libre, aunque vinculado a organismos relacionados, como el Patronato del Museo de Bellas Artes, la Asociación Local de Arquitectos, o el Colegio de Arquitectos de Andalucía y Marruecos, del que fue presidente.
Su obra aparece difícilmente catalogable dentro de los estilos en que se enmarca la arquitectura sevillana de principios del siglo XX, pues se caracteriza por su personal acercamiento al lenguaje modernista y su alejamiento de la arquitectura regionalista "a lo sevillano", que tanto éxito le dio a su cuñado Aníbal González, pues en su obra apenas aparece el neomudéjar y nunca el neoplateresco.
Arquitecto que gusta de la variedad en sus obras, por su formación ecléctica poca veces repite esquemas o modelos, ni parece preocupado por la unidad estilística; con una variedad que incluye al tipo de ornamentación de sus obras, a veces rica y minuciosa, y otras con muestras de gran sobriedad y modernismo. 
En sus últimos años compartió estudio con su hijo Jesús, también arquitecto, quien continuaría y acabaría las últimas obras de su padre tras su fallecimiento, ocurrido en 1956.
Entre sus obras más significativas figura la reconstrucción de la escena del teatro romano de Mérida, realizada entre 1916 y 1925.

## Obras destacadas
Las siguientes obras fueron realizadas en Sevilla.
- La Casa de las Moscas, en calle Adriano, esquina a calle Pastor y Landero (1912).[2]
- La Casa Cuna Provincial de Expósitos (hoy sede de la Fundación San Telmo), en la denominada Huerta de San Jorge, su obra más importante realizada como arquitecto provincial, cuyo primer proyecto es de 1912.
- Viviendas en calle Javier Lasso de la Vega, esquina con la calle Orfila, de los años 1915-1916.
- Fábrica de Sedas de Sevilla en la avenida de Miraflores, de 1916-1917.
- Casa de la Provincia de Sevilla (antiguo edificio de la Diputación Provincial) (1927-1929), antigua casa Irureta-Goyena que formaba parte, junto con parte del convento de la Encarnación, del antiguo Real Hospital de Nuestra Señora del Pilar, en la plaza del Triunfo.
- Escuelas Salesianas de San Pedro (1926-1944). (Colegio de los Salesianos de Triana), en la Calle Conde de Bustillo.